# Povrchový útvar (planetologie)
Povrchový útvar na pevném tělese planetě, planetce nebo měsíci Sluneční soustavy je podle nomenklaturních pravidel Mezinárodní astronomické unie (IAU) zařazen do některé z 48 kategorií, přičemž pro většinu z nich je stanoveno jejich závazné latinské pojmenování, které je závaznou částí mezinárodně uznávaného názvu příslušného povrchového útvaru. 
V následující tabulce jsou shrnuty tyto názvy společně s jejich českými ekvivalenty a uvedeny dvoupísmenné kódy, používané k jejich označování. 
| Latinsky                         | Česky                | Definice                                                                                         | Kód |
| bez označení                     | albedový útvar       | rozsáhlá oblast terénu, lišící se od svého okolí výrazným rozdílem v albedu (odrazivosti světla) | AL  |
| Astrum, mn. č. astra             | hvězdice             | radiálně uspořádané útvary na Venuši                                                             | AS  |
| Catena, mn. č. catenae           | řetěz                | řetěz kráterů lineárně uspořádaných v přímce nebo mírně zakřivené čáře                           | CA  |
| Cavus, mn. č. cavi               | prohlubeň            | prohlubeň se strmými svahy nepravidelného tvaru                                                  | CB  |
| Chaos                            | chaos                | neuspořádaný, rozlámaný terén                                                                    | CH  |
| Chasma, mn. č. chasmata          | kaňon                | hluboká protáhlá deprese se strmými bočními svahy (kaňon)                                        | CM  |
| Colles                           | pahorek, pahorkatina | nevýrazné výšiny nebo skupina výšin                                                              | CO  |
| Corona, mn. č. coronae           | ovál                 | útvary vejčitého (ovoidálního) tvaru                                                             | CR  |
| Crater, mn. č. cratera           | kráter               | deprese kruhovitého tvaru                                                                        | AA  |
| Dorsum, mn. č. dorsa             | hřeben               | nízké horské pásmo                                                                               | DO  |
| bez označení                     | erupční centrum      | oblast sopečné aktivity na měsíci Io                                                             | ER  |
| Facula, mn. č. faculae           | fakule               | velmi jasná oblast s vysokým albedem (odrazivostí světla)                                        | FA  |
| Farrum, mn. č. farra             | lívanec              | útvar lívancového tvaru na Venuši                                                                | FR  |
| Flexus                           | zakřivení            | velmi nízký křivolace probíhající horský hřeben                                                  | FE  |
| Fluctus                          | naplavenina          | terén podobající se toku materiálu                                                               | FL  |
| Fossa, mn. č. fossae             | příkop               | protáhlá úzká a mělká prohlubeň                                                                  | FO  |
| Labes                            | sesuv půdy           | terén, formovaný lavinou materiálu, řícením nebo sesuvem                                         | LA  |
| Labyrinthus, mn. č. labyrinthi   | labyrint             | soustava vzájemně se křížící a proplétajících se údolí                                           | LB  |
| Lacus                            | jezero               | malá, hladká a tmavá oblast na Měsíci                                                            | LC  |
| bez označení                     | přistávací oblast    | názvy míst, kde přistály kosmické lodě Apollo na Měsíci                                          | LF  |
| bez označení                     | velké kruhové útvary | částečně překryté kruhové útvary                                                                 | LG  |
| Lenticula, mn. č. lenticulae     | čočka                | malé tmavé oblasti na měsíci Europa                                                              | LE  |
| Linea, mn. č. lineae             | linie                | tmavé či světlé protáhlé útvary, přímé nebo zakřivené                                            | LI  |
| Macula, mn. č. maculae           | tmavá skvrna         | tmavé skvrny, mnohdy nepravidelného tvaru                                                        | MA  |
| Mare, mn. č. maria               | moře                 | velké tmavé kruhové oblasti na Měsíci a na Marsu                                                 | ME  |
| Mensa, mn. č. mensae             | stolová hora         | hory s plochým vrcholem a strmými svahy                                                          | MN  |
| Mons, mn. č. montes              | hora                 | hory                                                                                             | MO  |
| Oceanus                          | oceán                | velmi rozsáhlé tmavé oblasti na Měsíci                                                           | OC  |
| Palus, mn. č. paludes            | bažina               | menší planiny                                                                                    | PA  |
| Patera, mn. č. paterae           | miska                | mělký kráter s nepravidelným okrajem                                                             | PE  |
| Planitia, mn. č. planitiae       | planina              | nízko položená rovina                                                                            | PL  |
| Planum, mn. č. plana             | náhorní rovina       | rovin v nadprůměrné výšce                                                                        | PM  |
| Plume                            | chochol              | vulkanické projevy                                                                               | PU  |
| Promontorium, mn. č. promontoria | mys,                 | horský výběžek, zasahující do moře (mare) na Měsíci                                              | PR  |
| Regio, mn. č. regiones           | oblast               | velká oblast, lišící se od svého okolí albedem, zbarvením či jinak                               | RE  |
| Reticulum, mn. č. reticula       | síť                  | síťovitá struktura na povrchu Venuše                                                             | RT  |
| Rima, mn. č. rimae               | trhlina              | hluboká přímá nebo křivočará úzká prohlubeň s velmi strmými svahy                                | RI  |
| Rupes                            | sráz                 | příkrý svah                                                                                      | RU  |
| Scopulus, mn. č. scopuli         | zaoblený útes        | zaoblený nebo nepravidelný sráz                                                                  | SC  |
| Sinus                            | záliv                | menší tmavá oblast připojená k moři (mare) na Měsíci nebo na Marsu                               | SI  |
| Sulcus, mn. č. sulci             | brázda               | protáhlá propadlina, vytvořená lávou nebo posuny kůry                                            | SU  |
| Terra, mn. č. terrae             | pevnina, kontinent   | rozsáhlá vyvýšená oblast                                                                         | TA  |
| Tessera, mn. č. tesserae         | deskovitý terén      | terén, tvořený mnohoúhelníkovými krami                                                           | TE  |
| Tholus, mn. č. tholi             | kupovitá hora        | malá hora nebo kopec kuželovitého tvaru                                                          | TH  |
| Undae                            | duna                 | duny                                                                                             | UN  |
| Vallis, mn. č. valles            | údolí                | širší protáhlá prohlubeň ohraničená svahy                                                        | VA  |
| Vastitas, mn. č. vastitates      | rozsáhlá rovina      | Rozsáhlá rovinatá oblast                                                                         | VS  |